# ウルバヌス2世 (ローマ教皇)
ウルバヌス2世（Urbanus II, 1042年 - 1099年7月29日）は、11世紀のローマ教皇（在位：1088年 - 1099年）。福者。本名ラゲリウスのオド（羅: Odo Lageriae）またはウード・ド・シャティヨン（仏: Eudes de Châtillon）。グレゴリウス7世によって引き立てられ、その遺志をついで教会改革を達成した。1095年のクレルモン教会会議において、第1回十字軍の派遣を呼びかけた人物としても知られる。

## 生涯
ラゲリウスのオドはフランスの地方貴族シャティヨン家（同家からはのちに第2回十字軍に参加してアンティオキア公となったルノー・ド・シャティヨンが出ている）に生まれ、聖職者になるべく教育を受けた。ランスでケルンのブルーノに学び、クリュニー修道院に入った。院長を務めたあと、クリュニーとかかわりがあった教皇グレゴリウス7世の招きでローマに赴き、オスティアの司教枢機卿となった。
グレゴリウス7世のもとで推進された教会の自己改革（グレゴリウス改革）においては教皇の右腕として活躍し、特に教皇代理としてのドイツでの外交政策において卓抜した手腕を示した。オドが晴れて教皇に選出されたのは、ウィクトル3世の死後であった。
ウルバヌス2世を称した新教皇は、グレゴリウス7世の推し進めた教会改革の路線を忠実に踏襲することを表明し、優れた外交手腕によって実際に多くの改革を達成した。自己の改革を進めるために、師のブルーノをローマに招聘した。就任当初こそローマにおける対立教皇クレメンス3世の存在に悩まされていたが、一連の教会会議で多くの司教の賛同を集め、アマルフィ、ベネヴェント、トロワといった諸都市が教皇の改革路線の成果を支持したことで、対立教皇の存在を圧倒した。聖職売買の禁止、司祭の独身制の徹底、俗権からの叙任権の奪回（叙任権闘争）を教会改革の柱として強力に推進、実際に教会の綱紀粛正という目に見える成果を上げていた。
また、グレゴリウス7世以来続いていた神聖ローマ皇帝ハインリヒ4世との抗争も継続した。ハインリヒ4世に対抗するため、トスカーナ女伯マティルダとバイエルン公子ヴェルフ5世の結婚をとりもち、ハインリヒ4世の妻アーデルハイトと長男コンラートのハインリヒ4世への反乱を支援した。また、離婚問題からフランス王フィリップ1世を破門している。
ウルバヌス2世の以上のような改革達成における業績はあまり知られていないが、1095年11月にクレルモンで行われたクレルモン教会会議の最終日に呼びかけた第1回十字軍の派遣を訴える演説は非常によく知られている。1071年のマラズギルトの戦い以降セルジューク朝に圧倒されつつあった東ローマ帝国の皇帝アレクシウス1世からの援助要請を奇貨として、1095年のピアチェンツァ教会会議で援軍の派遣を提案したのであるが、結果として十字軍による東地中海域の侵略・破壊・虐殺に道を開いた。クレルモン教会会議において、彼はフランス人たちに対して、聖地をサラセン人の手から奪回しようと呼びかけ、「乳と蜜の流れる土地カナン」という聖書由来の表現を引用して軍隊の派遣を訴えた。彼がフランス人に神のために武器をとるようにと呼びかけると、人々は「神の御心のままに!」（Dieu le veult!）と答えたという。ウルバヌス2世は、教会改革の支持者であり、十字軍を呼びかける演説に対しても熱狂的に応えたル・ピュイ司教アデマールを、十字軍を指揮する教皇使節に任命した。
ウルバヌス2世は、十字軍によるエルサレム占領の14日後にこの世を去ったが、この知らせを聞くことはなかった。